# Article 99

Article 99 est un film américain réalisé par Howard Deutch, sorti en 1992.

## Synopsis
Dans un hôpital pour anciens combattants sévèrement sous-financé, un groupe de médecins se rebelle contre la bureaucratie qu'emploie l'administration de l'établissement en faisant ce qu'ils peuvent pour assurer les soins appropriés pour les patients.

## Fiche technique
- Titre français et original : Article 99
- Réalisation : Howard Deutch
- Scénario : Ron Cutler
- Photographie : Richard Bowen
- Musique : Danny Elfman
- Montage : Colleen et Richard Halsey
- Décors : Virginia L. Randolph
- Costumes : Rudy Dillon
- Direction artistique : Marc Fisichella
- Son :
- Production : Michael Gruskoff et Michael I. Levy
  - Production associée : Roger Joseph Pugliese et Elena Spiotta
- Société de production : Orion Pictures
- Distribution :
- Pays :  États-Unis
- Genre : Comédie dramatique
- Durée : 100 minutes
- Langue : anglais
- Format : Couleur - 1,85:1 - Son Dolby SR
- Date de sortie : 
  -  États-Unis : 13 mars 1992
  -  France : non sorti en salles, sorti directement en vidéo en 1993 (VHS), puis le 5 octobre 2004 (DVD)
- Interdictions :  États-Unis "R" pour langage

## Distribution

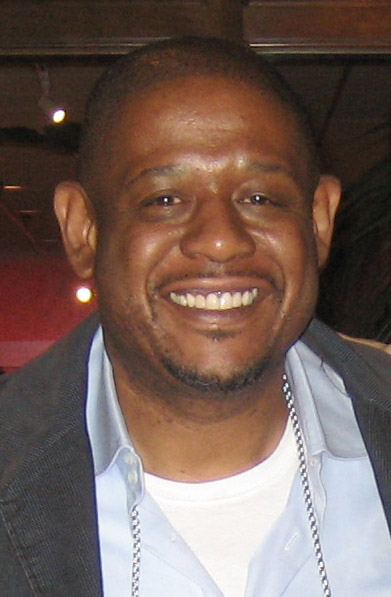
Forest Whitaker est le Dr Sid Handleman

- Ray Liotta (V. F. : Philippe Peythieu) : Dr Richard Sturgess
- Kiefer Sutherland (V. F. : Patrick Poivey) : Dr Peter Morgan
- Forest Whitaker (V. F. : Luc Florian)  : Dr Sid Handleman
- Lea Thompson (V. F. : Dorothée Jemma) : Dr Robin Van Dorn
- John C. McGinley (V. F. : Emmanuel Jacomy) : Dr Rudy Bobrick
- John Mahoney (V. F. : Jean-Pierre Moulin) : Dr Henry Dreyfoos
- Keith David (V. F. : Pascal Renwick) : Luther Jermoe
- Kathy Baker (V. F. : Martine Irzenski) : Dr Diana Walton
- Eli Wallach (V. F. : Henry Djanik) : Sam Abrams
- Noble Willingham (V. F. : Philippe Dumat) : l'inspecteur général
- Julie Bovasso (V. F. : Paula Dehelly) : Amelia Sturdeyvant
- Troy Evans (V. F. : William Sabatier) : Pat Travis
- Lynne Thigpen (V. F. : Maïk Darah) : la baby-sitter blanche
- Jeffrey Tambor : Dr Leo Krutz
- Leo Burmester (V. F. : Jacques Richard) : le tireur polonais

## Critiques
- Rotten Tomatoes : 46 %[1]
- Internet Movie Database : 5,9/10 (pour 1.942 votes)[2]
- (en) Critique de Roger Ebert pour le Chicago Sun-Times
- (en) Critique de Hal Hinson pour le Washington Post
- (en) Critique de Desson Howe pour le Washington Post

## Box-office
- États-Unis : 6 375 979 $[3]

## Bande originale
- Composée par Danny Elfman[4]

1. Main Title (4:00)
2. Death (4:23)
3. Mayday (2:47)
4. Montage (1:35)
5. Shooter (2:57)
6. Revelation (1:11)
7. Rebellion (3:10)
8. Salute (1:29)
9. Love Theme (1:00)
10. Confrontation (5:01)
11. End Credits (6:46)